# أشهر الحج
مواقيت الحج الزمانية

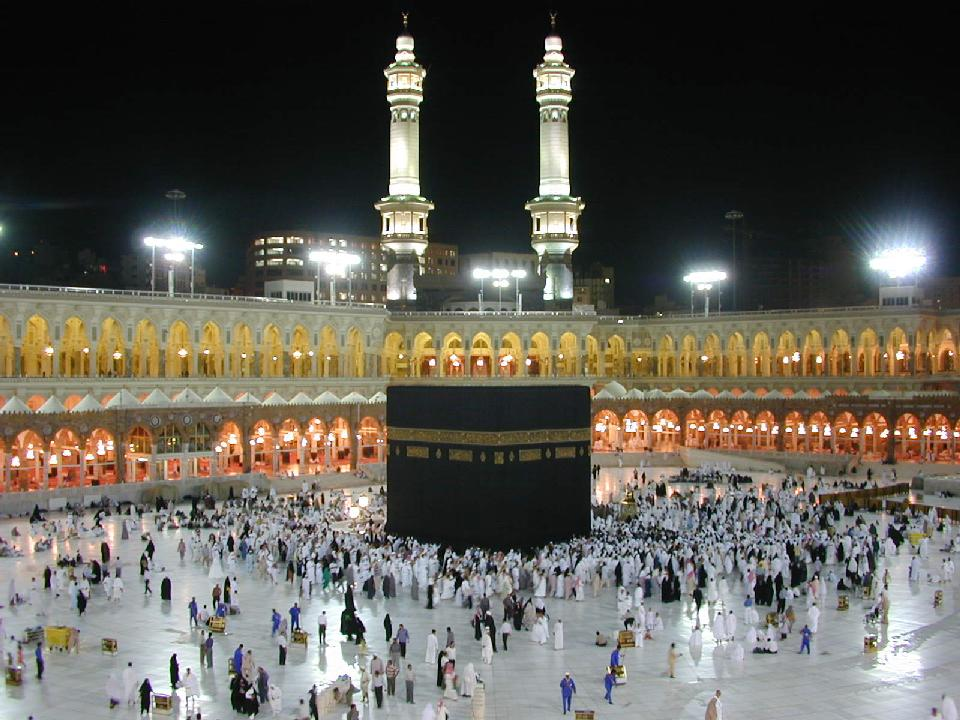

الأشهر التي جعلها الله عز وجل ميقاتا زمنيا للحج
قال تعالى: { الحج أشهر معلومات فمن فرض فيهن الحج فلا رفث ولا فسوق ولا جدال في الحج وما تفعلوا من خير يعلمه الله وتزودوا فإن خير الزاد التقوى واتقونِ يا أولي الألباب } (البقرة:197)

## أشهر الحج
- شوال
- ذو القعدة
- ذو الحجة وهي عشر من ذي الحجة من أول الشهر حتى العاشر من ذي الحجة.

أن الإحرام للحج لا يكون إلا في هذه الأشهر، وهي شوال، وذو القعدة، وذو الحجة؛ ففي الأثر عن ابن عباس رضي الله عنهما قال: من السُّنَّة أن لا يحرم بالحج إلا في أشهر الحج. وهذا القول مروي عن كثير من الصحابة والتابعين.